# Oposició Unida
El Bloc Electoral Oposició Unida (ერთიანი სახალხო მოძრაობის ეროვნული საბჭო) fou una coalició electoral de Geòrgia que es va presentar a les eleccions legislatives georgianes de 2008, on va obtenir 314.668 vots (el 17,73%) i 17 escons. Està formada per vuit partits polítics i forma la principal oposició al president de Geòrgia Mikheil Sakaixvili, i va rebre l'impuls durant les protestes georgianes de 2007.

## Història
La coalició va ser fundada amb el nom de Consell Nacional a finals de setembre de 2007 com a resposta per la detenció de l'ex ministre de Defensa, Irakli Okruashvili, que era considerada per l'oposició georgiana com a prova d'activitat delictiva pel govern. El 28 de setembre es va unir a una manifestació conjunta fora de l'edifici del Parlament de Geòrgia a Tbilisi i va organitzar la primera manifestació massiva al bulevard Rustaveli el 2 de novembre, que fou seguida per noves manifestacions.
El 17 d'octubre el Consell Nacional va aprovar el manifest que definia els seus objectius polítics. El 12 de novembre el Consell Nacional designà Levan Gachechiladze com a candidat comú a les eleccions presidencials georgianes de 2008 i Salomé Zurabishvili com a Primer Ministre del gabinet d'ombra. A les eleccions legislatives georgianes de 2008 va competir en una llista comuna amb Gachechiladze novament com a candidat.

## Composició
L'Oposició Unida era formada per nou partits:
- Moviment per la Llibertat (Tavisupleba, თავისუფლება)
- Partit Conservador de Geòrgia (Sak’art’velos Konservatiuli Partia, საქართველოს კონსერვატიული პარტია)
- Via Georgiana (Sakartvelos Gsa, საქართველოს გზა)
- Moviment per una Geòrgia Unida (Modsraoba Ertiani Sakartvelostvis, მოძრაობა ერთიანი საქართველოსთვის)
- Partit Popular
- Fòrum Nacional (Erovnuli P'orumi, ეროვნული ფორუმი)
- Tropa Georgiana (Kartuli Dasi, ქართული დასი)
- El nostre partit (Chven t'vit'on, ჩვენ თვითონ)
- Partit de Geòrgia

El Consell Nacional era format també per l'Aliança de Dretes - Industrials Topadze, el Partit Laborista Georgià i el Partit Republicà de Geòrgia, però decidiren presentar-se a les eleccions per separat.